# 안드레아스 힝켈
안드레아스 힝켈(Andreas Hinkel, 1982년 3월 26일, 바덴뷔르템베르크주, 바크낭 ~ ) 은 은퇴한 독일의 축구 선수이다. 그는 현역 시절 라이트 백으로 활약하였으며, 21차례 독일 축구 국가대표팀 경기에 출전하였다.
그는 푸스발-분데스리가의 VfB 슈투트가르트 소속으로 2000년에 데뷔하였고, 2006년에는 라 리가의 세비야 FC로 이적하였다. 2008년 1월 그는 스코틀랜드 프리미어리그의 셀틱 FC와 £1.9M의 계약을 체결하고 팀의 일원이 되었다. 2011년 여름, 그는 셀틱 FC와의 계약이 만료된 후, 푸스발-분데스리가의 SC 프라이부르크에 입단하였다. 그는 십자인대 파열로 2010-11 시즌을 통째로 결정하였다.

## 클럽 경력

### VfB 슈투트가르트
2002-03 시즌, VfB 슈투트가르트가 리그 준우승을 거둔 해에, 힝켈은 주전을 꿰찼고, 이듬해 UEFA 챔피언스리그에서 프로생활 시작 후로는 첫 출전을 경험하였다. 2004년 3월, 그러나, 그는 무릎 인대 파열로 아웃되었다.

### 세비야 FC
2006년 6월 23일, 힝켈은 UEFA컵 우승을 거둔 세비야 FC와 계약을 체결하였다. 이적료는 €4M으로 책정되었다. 그러나, 그는 세비야의 주전 라이트백이었던 다니에우 아우베스에 밀려 많은 출장을 기록하지 못하였다.

### 셀틱 FC
2008년 1월 4일, 힌켈은 셀틱 FC에 £1.9M의 계약을 체결하였다. 힝켈은 계약 8일 후에 3-0으로 승리한 스털링 앨비언 FC와의 스코틀랜드 컵에서 스코틀랜드 무대 데뷔를 하였고, 그로부터 1달 뒤에는 3-0으로 이긴 하트 오브 미들로디언 FC과의 셀틱 파크 홈경기에서 셀틱 첫골을 득점하였다. 팀은 SPL 타이틀을 마지막 매치데이에 극적으로 가져갔고, 힝켈은 자신의 프로 데뷔 이후로는 처음으로 리그 우승컵을 획득하였다.
그다음 시즌, 힝켈은 레인저스 FC와의 스코틀랜드 컵 결승에서 2-0 승리를 도우며, 팀의 컵 타이틀 획득에 일조하였다.
2009년 8월 5일, 힝켈은 러시아 클럽 FC 디나모 모스크바와의 UEFA 챔피언스리그 3차 예선전에서 중요한 역할을 맡았다. 경기는 힝켈의 스콧 맥도널드 선제골 어시스트와, 요르기오스 사마라스의 슛이 결승골로 연결되며 셀틱의 2-0 승리로 종료되었다. 힝켈은 디나모의 유효 슈팅을 두차례나 걷어내기도 하였다. 힝켈은 팀에 있어서는 중요한 존재로 누구도 그의 실력에 이의를 달지 않았으며, 이는 리그 29경기 출장을 통해 증명되었다.
2010년 8월 14일, 2010-11 시즌의 첫 경기에서, 힝켈은 새로 영입된 차두리에 밀렸다. 그 다음주, 힝켈은 십자인대 부상으로 9달 아웃 판정이 났다. 그는 다음해 1월에 훈련에 복귀하였다. 2011년 7월 1일, 셀틱 FC와의 계약이 만료된 힝켈은 클럽을 떠났다.

### SC 프라이부르크
2011년 10월 6일, SC 프라이부르크는 힝켈을 자유계약으로 영입하였다.
2012년 9월 10일, 힝켈은 돌연 은퇴를 선언하였다.

## 국가대표팀 경력
힝켈은 2004년 세르비아 몬테네그로전을 시작으로 21차례 독일 축구 국가대표팀 경기에 출전하였다. 그는 무릎 부상으로부터 복귀한 뒤 즉시 UEFA 유로 2004에 출전하는 독일 대표팀 일원이 되었으나 2006년 FIFA 월드컵에는 출전하지 못하였다. 힝켈은 주전 라이트 백 필리프 람에 밀린 백업 전력이었다. 그는 UEFA 유로 2008 과 2010년 FIFA 월드컵에도 최종 엔트리에 들지 못하였다.

## 수상
세비야 FC
- 코파 델 레이: 1

2006–07
- 수페르코파 데 에스파냐: 1

2007
- UEFA 슈퍼컵: 1

2006
- UEFA컵: 1

2006–07
셀틱 FC
- 스코틀랜드 프리미어리그: 1

2007–08
- 스코틀랜드 리그 컵: 1

2008–09